# Pangio superba
Pangio superba är en fiskart som först beskrevs av Roberts, 1989.  Pangio superba ingår i släktet Pangio och familjen nissögefiskar. Inga underarter finns listade i Catalogue of Life.